# Hienadź Paszkou
Hienadź Piatrowicz Paszkou (biał. Генадзь Пятровіч Пашкоў, ros. Геннадий Петрович Пашков, Giennadij Pietrowicz Paszkow; ur. 23 marca 1948 w Lipowiczach) – białoruski poeta i publicysta, redaktor naczelny „Centralnaj Haziety” i wydawnictwa „Biełaruskaja Encykłapiedyja” imienia Piatrusia Brouki, od 1989 roku członek Komitetu Centralnego Komunistycznej Partii Białorusi.

## Życiorys
Urodził się 23 marca 1948 roku we wsi Lipowicze, w rejonie czaśnickim obwodu witebskiego Białoruskiej SRR, ZSRR. W 1971 roku ukończył Białoruski Uniwersytet Państwowy. Pracował w Białoruskim Radiu. Od 1975 roku był sekretarzem odpowiedzialnym, a od 1979 roku – zastępcą redaktora naczelnego czasopisma „Połymia” (pol. „Płomień”). Od 1989 roku wchodził w skład Komitetu Centralnego Komunistycznej Partii Białorusi. Od 1991 roku pracował jako zastępca redaktora naczelnego czasopisma „Teatralnaja Biełaruś”, redaktor naczelny „Centralnaj Haziety”. Od 1996 roku był redaktorem naczelnym wydawnictwa „Biełaruskaja Encykłapiedyja” imienia Piatrusia Brouki.
Hienadź Paszkou publikuje swoją poezję od 1967 roku. Charakteryzuje ją publicystyczność oraz różnorodność środków gatunkowych i obrazowo-stylowych. Jest autorem poematów Żurawiny u szerani, Trywoha (oba 1977), Na łasinych kartach (1978), Dziauczynka z błakitnym miaczykam (1980), Lehienda Prylaci (1983). W swojej twórczości na wiele zjawisk współczesności patrzy poprzez pryzmat historii. Przedstawiał w swoich wierszach historyczne postaci: Maksima Bahdanowicza, Wincentego Konstantego Kalinowskiego, Jankę Kupałę Franciszka Skarynę, Wasila Tałasza, a także zabytki i miejsca związane z historią świata. Był autorem scenariusza filmu dokumentalnego Ja ziamlu lublu tak. Przetłumaczył na język białoruski książkę Ju. Woranaua Masty pamiaci (1991) – dziennik poetycki z obleganego przez Niemców w czasie II wojny światowej Leningradu.

## Odznaczenia
Na książki Czyrwony żawaranak (w języku rosyjskim, 1977) i Dystancyja niebiaspieki (1979) Hienadź Paszkou otrzymał w 1980 roku Nagrodę Leninowskiego Komunistycznego Związku Młodzieży Białorusi oraz w 1998 roku Państwową Nagrodę Białorusi.

## Utwory
- Klanowik. Mińsk: 1975. (biał.). Brak numerów stron w książce;
- Manałoh na kastryszczy. Mińsk: 1986. (biał.). Brak numerów stron w książce;
- Kroki. Mińsk: 1988. (biał.). Brak numerów stron w książce;
- Lublu, spadziajusia, żywu. Mińsk: 1990. (biał.). Brak numerów stron w książce;
- Pcicz. Mińsk: 1992. (biał.). Brak numerów stron w książce;
- Paleskija wandrouniki. 1998. (biał.). Brak numerów stron w książce;
- Żurawinawy wostrau. Mińsk: 1998. (biał.). Brak numerów stron w książce.